# Pterygotrigla draiggoch
Pterygotrigla draiggoch és una espècie de peix pertanyent a la família dels tríglids.

## Descripció
- Fa 22,1 cm de llargària màxima.
- Nombre de vèrtebres: 27.[4]

## Hàbitat
És un peix marí, bentopelàgic i de clima tropical que viu entre 80-185 m de fondària.

## Distribució geogràfica
Es troba a l'Índic oriental: Austràlia.

## Observacions
És inofensiu per als humans.